# 34 Hydrae
34 Hydrae är en vit stjärna i huvudserien i Vattenormens stjärnbild.
34 Hydrae har visuell magnitud +6,39 och är nätt och jämnt synlig för blotta ögat vid mycket god seeing. Den befinner sig på ett avstånd av ungefär 425 ljusår.